# Ayu Gani
Ayu Lestari Putri Gani (* 13. August 1991) ist ein indonesisches Model. Einer breiteren Öffentlichkeit bekannt wurde sie 2015 als Gewinnerin der dritten Staffel der Castingshow Asia’s Next Top Model.

## Leben und Karriere
Geboren wurde Gani am 13. August 1991 in Surakarta auf Java, Indonesien. Sie spielt u. a. Kontrabass und erhielt hierfür ein einjähriges Stipendium in Cincinnati, in den USA. Sie studierte sechs Semester Englische Literatur an der Sanata Dharma Universität in Yogyakarta, bevor sie ab 2013 Fashion Business am LaSalle College in Jakarta studierte. 2011 nahm sie am Wajah Femina Schönheitswettbewerb des Femina Magazins teil, wo sie in die Top-20 kam und den Titel Readers Favorite errang. 2012 trat sie bei der Jakarta Fashion Week auf. 2015 nahm Gani an der dritten Staffel von Asia’s Next Top Model teil und belegte den ersten Platz. Sie war die erste Gewinnerin der Show aus Indonesien und erhielt als Gewinnerin u. a. einen Einjahresvertrag als Model mit Storm Model Management, die Kampagne 2015 als Model für TRESemmé, ein Shooting als Cover-Model für das Harper’s Bazaar Magazin und einen neuen Subaru XV. Nach dem Gewinn von Asia’s Next Top Model erschien sie 2015 auch auf den Magazincovern von Femina und Nylon Indonesia und arbeitete mit dem Modelabel Minimal zusammen.